# Petroica longipes
A Petroica longipes a madarak osztályának a verébalakúak (Passeriformes) rendjéhez és a  cinegelégykapó-félék (Petroicidae) családjához tartozó faj.

## Rendszerezése
A fajt René Primevère Lesson és Prosper Garnot írták le 1827-ben, a Muscicapa nembe Muscicapa longipes néven. Egyes szervezetek szerint a Petroica australis alfaja Petroica australis longipes néven.

## Előfordulása
Új-Zéland északi szigetén honos. Természetes élőhelyei a mérsékelt övi erdők és cserjések, valamint vidéki kertek. Állandó, nem vonuló faj.

## Megjelenése
Testhossza 18 centiméter, testtömege 26-35 gramm.
|  |

## Életmódja
Gerinctelenekkel táplálkozik.

## Természetvédelmi helyzete
Az elterjedési területe elég nagy, egyedszáma viszont csökken, de még nem éri el a kritikus szintet. A Természetvédelmi Világszövetség Vörös listáján nem fenyegetett fajként szerepel.